# Wyspy Zielonego Przylądka (kolonia)
Wyspy Zielonego Przylądka (port. Cabo Verde) – portugalska kolonia założona w XV wieku na archipelagu o tej samej nazwie. Zlikwidowana w 1975 roku wraz z utworzeniem Republiki Zielonego Przylądka.

## Historia

### Panowanie portugalskie
Niezamieszkany archipelag Wysp Zielonego Przylądka został odkryty przez żeglarzy portugalskich w latach 1456–1462. Wówczas też rozpoczęło się europejskie osadnictwo na Wyspach. Pierwszą siedzibą władz kolonialnych została osada Cidade Velha na wyspie Santiago. Było to również pierwsze „europejskie miasto w tropikach”. Osadnicy w roku 1466 otrzymali wyłączne prawo handlu z portugalską Afryką Zachodnią (obowiązywało do 1560 roku). Kolonia była centrum handlu zachodnioafrykańskimi niewolnikami.

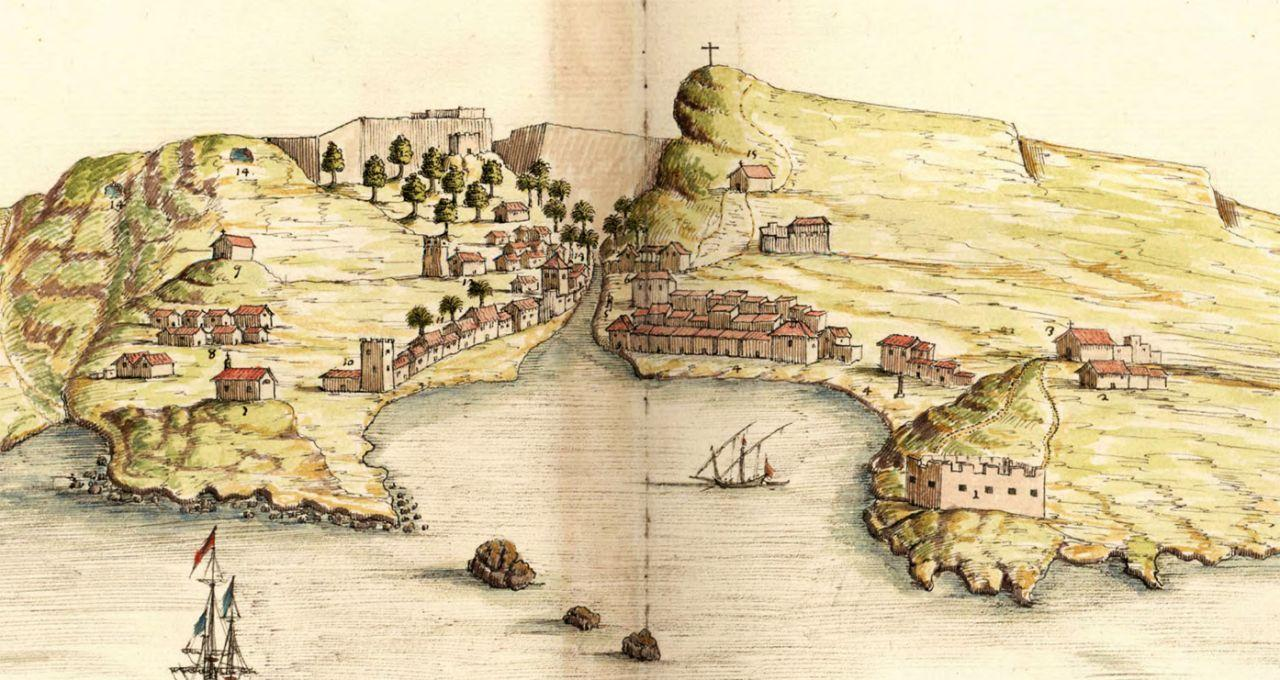
XVIII-wieczny widok Cidade Velha

Utrata przywileju oraz nałożenie na kolonię obostrzeń handlowych (np. zakaz handlu tkaniną) doprowadziło do powolnego upadku gospodarki Wysp. W 1712 roku, na skutek zaangażowania portugalskiego w wojnę o sukcesję hiszpańską, stolicę kolonii, miasto Ribeira Grande zniszczył oddział francuskiego kapitana marynarki Jacques’a Cassarda. Blisko dziesięć lat później metropolia zniosła ograniczenia handlowe, dając tym samym kolonii szansę na odbudowę. W 1770 roku portugalską administrację przeniesiono do nieodległej Prai, która tym samym uzyskała miano stolicy kolonii. W XIX wieku do rangi istotnego portu rozwinęło się miasto Mindelo na wyspie São Vicente. W 1878 roku na Wyspach ostatecznie zakazano niewolnictwa. W drugiej połowie XIX i pierwszej XX wieku próbowano przestawić gospodarkę Wysp na eksport kawy, soli, ryb, bananów i orzechów, co jednak nie przyniosło pożądanego rezultatu.

Propozycja flagi z 1932 autorstwa Afonso Dornelasa

Propozycja flagi przedstawiona w 1965 roku przez Almeidę Langhansa.

### Droga do niepodległości
Wobec widma niepokojów społecznych i narastającego ruchu niepodległościowego w Afryce António de Oliveira Salazar w 1951 roku zmienił nazewnictwo portugalskich posiadłości, przekształcając je z kolonii (port. colónia) w prowincje zamorskie (port. província ultramarina). Jako że zmiana nazwy nie prowadziła do faktycznej zmiany statusu dawnej kolonii, w 1956 roku powołano do życia Afrykańską Partię Niepodległości Gwinei i Wysp Zielonego Przylądka (PAIGC). Jej liderem był wychowany na Wyspach Amílcar Cabral. Partia w 1961 roku wszczęła wojnę partyzancką w Gwinei Portugalskiej, w której udział brało wielu mieszkańców Wysp Zielonego Przylądka. Ostatecznie powstanie zakończyło się niepodległością Gwinei Bissau.
Choć początkowo Portugalczycy nie byli skłonni oddać kolejnej „prowincji zamorskiej”, w grudniu 1974 roku PAIGC na fali portugalskiej rewolucji goździków wynegocjowała dla Wysp powstanie mieszanego rządu. Kolejnym krokiem były wybory do Zgromadzenia Narodowego w którym wszystkie miejsca zdobyła PAIGC. 5 lipca 1975 roku zadeklarowano niepodległość byłej kolonii, która została zaakceptowana przez władze portugalskie. Nowe państwo przyjęło nazwę Republika Zielonego Przylądka.